# Let's Get Crazy
«Let's Get Crazy» —en español: «Volvámonos locos»— es una canción interpretada por la cantante, compositora y actriz Miley Cyrus presentándose como Hannah Montana —el alter ego de Miley Stewart—, personaje que interpretaba en la serie de Disney Channel Hannah Montana. Se lanzó en Radio Disney el 19 de enero de 2009 como parte de la promoción de Hannah Montana: la película y su banda sonora. La canción se incluyó en la banda sonora de la tercera temporada de la serie, Hannah Montana 3, y en el álbum karaoke Disney's Karaoke Series: Hannah Montana 3. Se compuso a manera de canción dance-rock, en la cual se habla de diversión y desconectarse.
La canción obtuvo, en general, reseñas positivas por parte de los críticos de música contemporánea y un buen promedio de resultados comerciales para Cyrus en Canadá y Estados Unidos, en comparación a sus esfuerzos previos interpretando a Hannah Montana. Alcanzó su puesto más alto internacionalmente al llegar al número veintiséis en el Canadian Hot 100 siendo este el puesto más alto alcanzado en dicho país por Cyrus al interpretar a Montana. Nunca se creó un video oficial para este tema, pero se realizaron tres videos promocionales, dos de los cuales salieron al aire por Disney Channel. Miley Cyrus promovió la canción en diversos lugares, al incluirla en las presentaciones de su segunda gira internacional, llamada Wonder World Tour.

## Descripción
La canción se asocia con [el género] dance-rock, con una leve influencia [de la música] country. Se usan también guitarras eléctricas y sintetizadores. Cerca del comienzo, en la canción se puede escuchar el sonido de las fotografías de los paparazzo. Está compuesta en un compás de cuatro cuartos y posee un tiempo moderado de 120 pulsaciones por minuto. El tema está en la tonalidad de la menor. El registro vocal de Cyrus abarca dos octavas, desde la3 a do5 y su progresión armónica es de la5-do5-re5.
La canción fue compuesta por Colleen Fitzpatrick conocido como «vitamina C», Michael Kotch, Derby Dave, Michael «Smidi» Smith, Stefanie Ridel, Mim Nervo y Liv Nervo. Las letras centrales de la canción giran en torno a fiesta y diversión, hace una breve referencia a la doble vida del personaje Hannah Montana con la frase: «Tú me ves en la portada de sus revistas, las cosas son siempre diferentes a lo que parecen».

## Recepción

### Crítica

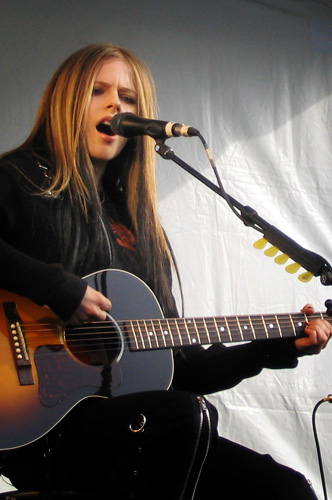
El estilo musical de «Let's Get Crazy» fue comparado negativamente con el de la cantante Avril Lavigne.

La canción recibió críticas generalmente positivas. Warren Truitt de About.com declaró: «Let's Get Crazy» fue un espejo del estilo musical de Gwen Stefani. Heather Phares de Allmusic describió la canción negativamente, como una «caricatura de gaseosa pop», que se alejá de las influencias musicales originales de Britney Spears, Christina Aguilera y Avril Lavigne. Leah Greenblatt de Entertainment Weekly dijo que la canción era un «demográfico», pues se trata de una «confección de pesada guitarra eléctrica». Owen Gleiberman, también de la revista Entertainment Weekly llevó su atención a la línea de la canción: «Todo el mundo puede bailar como una superestrella», diciendo que era «su mantra». Gleiberman agregó que la canción era el equivalente a una «congelada y seca [versión de] Avril Lavigne». Al evaluar la gira de Cyrus Wonder World Tour, Jim Harrington, escribiendo para el The Oakland Tribune describe a «Let's Get Crazy» como «diversión».

### Comercial
La canción recibió un airplay mediocre debido a que sólo fue comercializada por Radio Disney. Sin embargo, debutó en el número treinta y tres en el Hot Digital Songs, lo que le permitió entrar en el Billboard Hot 100, para la semana que terminó el 11 de abril de 2009. La canción alcanzó el puesto número cincuenta y siete en el Hot 100 y pasó un total de tres semanas no consecutivas en el gráfico. Durante las mismas semanas, la canción debutó y alcanzó el puesto número veintiséis en el Canadian Hot 100 debido a su posición número once en la lista Hot Canadian Digital Singles, llegando a ser el puesto más alto conseguido por Cyrus en Canadá al interpretar a Hannah Montana. La canción subió y bajó varias veces de puesto en los rankings hasta que salió definitivamente de estos la semana del 9 de mayo.

## Video musical

### Primer video

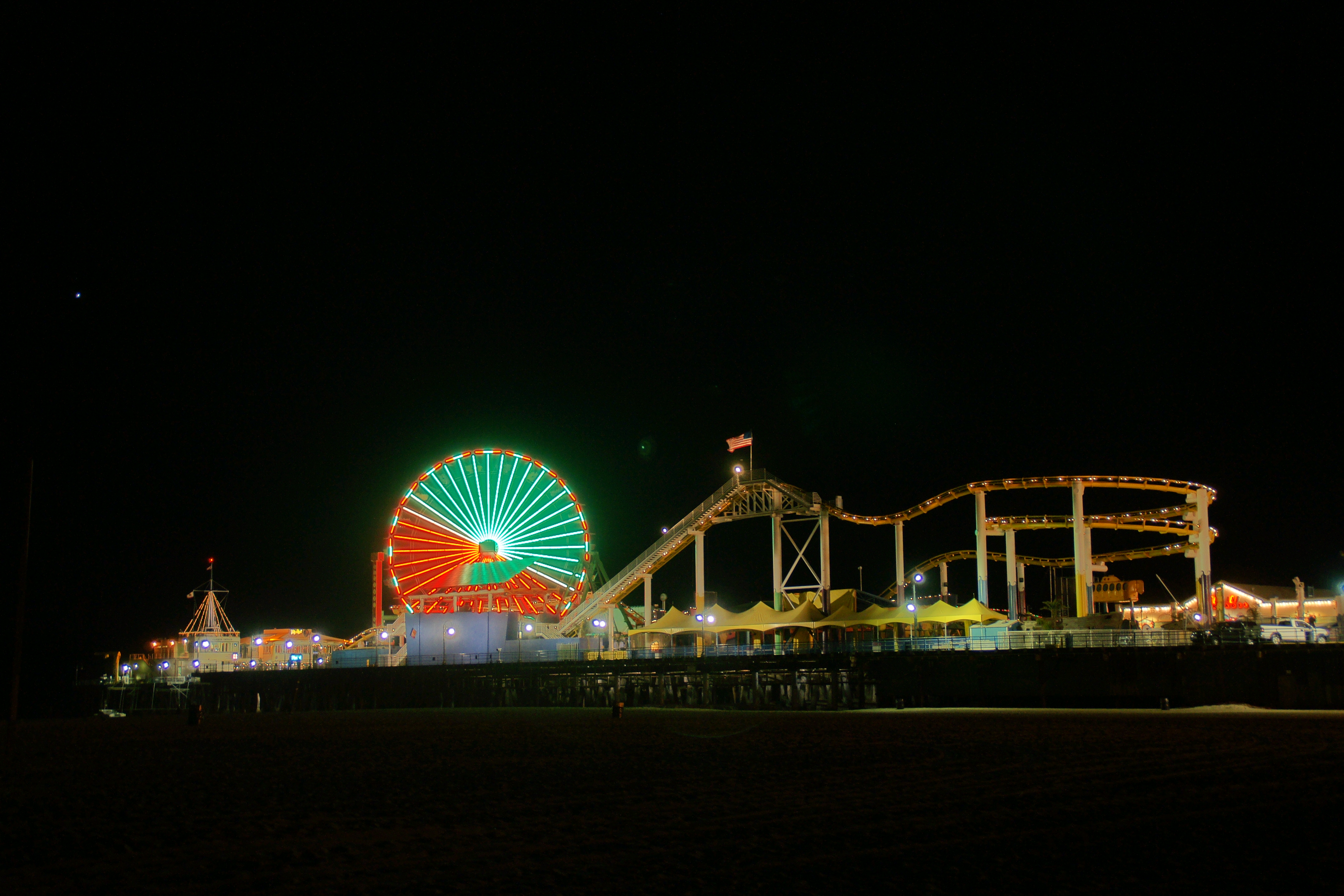
El muelle de Santa Mónica durante la noche, lugar en el que se grabó el primer video de la canción.

El primer video promocional de la canción, dirigido por Peter Chelsom, es un extracto de Hannah Montana: la película que se estrenó en Disney Channel el 19 de enero de 2009.
Comienza con Hannah Montana entrando a la fiesta de cumpleaños de Lilly Truscott (Emily Osment), en el muelle de Santa Mónica. Montana trata de explicar la situación al personaje de Osment, diciendo: «Voy a hacer esto por ti, te lo prometo». Luego Truscott (Osment), le responde, «esto nunca será para mí». Posteriormente, Montana abrumada por los fanes, es subida a un escenario para que pueda cantar la canción. A lo largo de la mayor parte de la presentación de Cyrus como Hannah Montana «Let's Get Crazy» es interpretada con bailarines de fondo, una banda y Steve Rushton en la guitarra eléctrica. En la conclusión del video, Rico Suave, interpretado por Moises Arias, surge de una torta de cumpleaños gigante que explota frente a la multitud.

### Segundo video
Un segundo video musical para «Let's Get Crazy» fue filmado como la promoción de la banda sonora de la película Hannah Montana: Tha Movie. Fue lanzado en marzo de 2009 en Disney.com y muestra a Cyrus cantando en un estudio de grabación, el video formó parte de una serie promocional titulada The Miley Sessions.

## Presentaciones en vivo

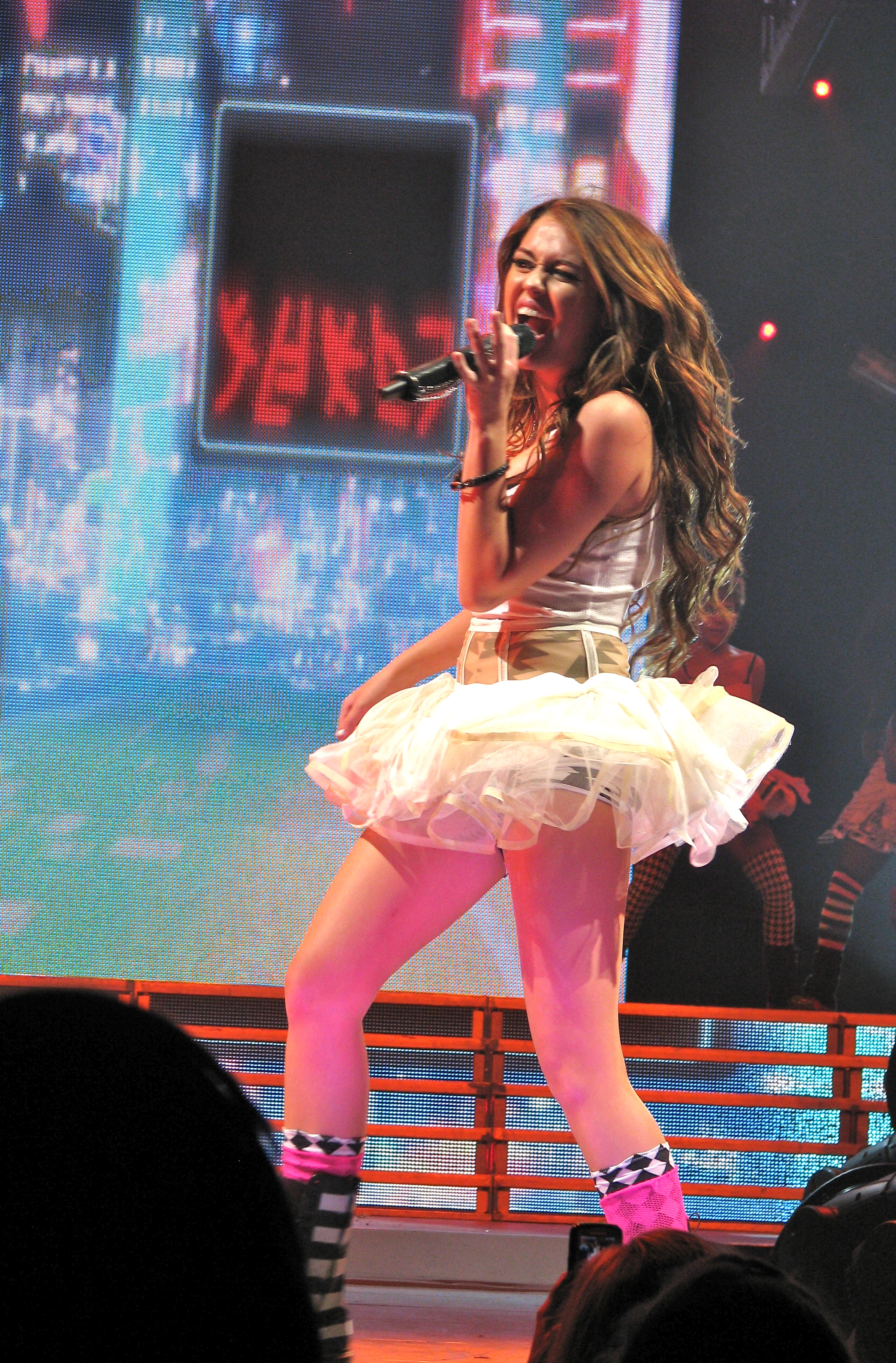
Cyrus interpretando «Let's Get Crazy» en su gira Wonder World Tour.

Cyrus, interpretando a Montana, estrenó «Let's Get Crazy» junto con otras ocho canciones, en la grabación de un concierto para la tercera temporada de Hannah Montana, el 10 de octubre en Irvine, California en el Anfiteatro de Verizon Wireless. La presentación inicia con Montana vistiendo una camiseta con una estrella de color rosa, falda con estampado de cebra y una chaqueta metalizada, saliendo de detrás de una bola de discoteca gigante. A continuación, recorre el escenario cantando el número musical. La actuación se estrenó el 1 de julio de 2009 en Disney Channel para promover Hannah Montana 3.
Precedida por «Fly on the Wall» y sucedida por «Hoedown Throwdown», «Let's Get Crazy» es una de las canciones interpretadas en la segunda gira de conciertos de Cyrus, Wonder World Tour. La canción es una de las dos canciones de Hannah Montana que actuó sin [personificar a] Montana. En la interpretación, Cyrus usa un vestido blanco similar a un tutú y se reproduce un video con una temática relacionada con la cultura asiática en un par de pantallas en la parte superior del escenario.

## Posición en las listas
| País           | Lista                          | Mejor posición |      |      |      |      |      |
| 2009           | 2009                           | 2009           | 2009 | 2009 | 2009 | 2009 | 2009 |
| -------------- | ------------------------------ | -------------- | ---- | ---- | ---- | ---- | ---- |
| Canadá         | Canadian Hot 100               | 26             |      |      |      |      |      |
| Canadá         | Hot Canadian Digital Singles   | 11             |      |      |      |      |      |
| Estados Unidos | Billboard Hot 100              | 57             |      |      |      |      |      |
| Estados Unidos | Hot Digital Songs              | 33             |      |      |      |      |      |
| 2012           |                                |                |      |      |      |      |      |
| México         | Top 100 Children's Music Songs | 2              |      |      |      |      |      |

## Certificaciones
| País (Organismo certificador) | Certificación | Ventas certificadas | Ref.   |
| ----------------------------- | ------------- | ------------------- | ------ |
| Estados Unidos (RIAA)         | Oro           | 500 000             | [ 18 ] |